# Ren (tige céleste)
Pour les articles homonymes, voir Ren.

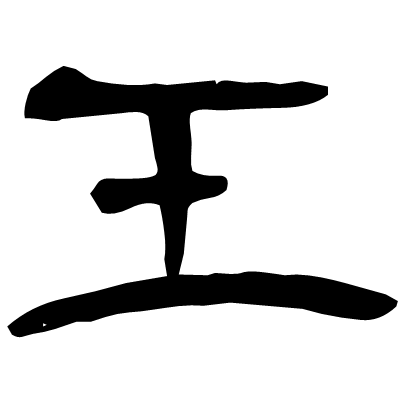
Neuvième dans l'ordre

Ren ou jen (壬, rén) est la neuvième tige céleste du cycle sexagésimal chinois.
Elle correspond dans la théorie du yin et yang au yáng et dans la théorie des cinq éléments à l’élément eau. Elle est également associée au point cardinal nord. Dans la théorie du cycle sexagésimal représentant la croissance des plantes, le ren représente l'idée de graine arrivant dans la terre, de nouvelle vie et de fertilité.
En chinois et en japonais, ren réfère souvent au neuvième élément d'une série : la lettre I, l'idée de 9e catégorie... En chimie organique, il représente le groupe nonyle : nonane (壬烷 rénwán), acide nonanoïque (壬酸 rénsuān), nonanol (壬醇 rénchún), etc.
Les années en ren sont celles du calendrier grégorien finissant par 2 : 1982, 1992, 2002, 2012, etc.
Dans le calendrier sexagésimal, la tige céleste ren peut s'associer avec les branches terrestres shen, wu, chen, yin, zi et xu pour former les combinaisons :
- Renshen (壬申) = 9
- Renwu (壬午) = 19
- Renchen (壬辰) = 29
- Renyin (壬寅) = 39
- Renzi (壬子) = 49
- Renxu (壬戌) = 59